# .uy
A .uy Uruguay internetes legfelső szintű tartomány kódja, melyet 1990-ben hoztak létre. Csak harmadik szintre lehet regisztrálni, a következő tartományokon belül:
- .com.uy: kereskedelmi (helyi üzletkötés bizonylata szükséges külföldieknek)
- .edu.uy: helyi iskolák
- .gub.uy: kormányzat
- .net.uy: internetszolgáltatók
- .mil.uy: hadsereg
- .org.uy: nonprofit szervezetek